# 刷り込み
刷り込み（すりこみ、imprinting）とは、動物の生活史のある時期に、特定の物事がごく短時間で覚え込まれ、それが長時間持続する学習現象の一種。刻印づけ、あるいそのままインプリンティングとも呼ばれる。

## 発見
この現象を指摘したのは、イギリスの博物学者ダグラス・スポルディングで、後にドイツのオスカル・ハインロートが再発見した。ハインロートの弟子であるオーストリアのコンラート・ローレンツは研究を続け著作で大衆化した。ローレンツの著書によると、彼は、ハイイロガンの卵を人工孵化して、ガチョウに育てさせようとした。すると、ガンは当然のようにガチョウの後について歩き、ガチョウを親と見なしているようにふるまった。ところが、一つの卵だけを自分の目の前で孵化させたところ、その雛は彼を追いかけるようになり、ガチョウのふところへ押し込んでも、他の雛がガチョウについて行くのに、その雛だけは彼を追ったという。
ガンの仲間の雛は、親の後ろを追いかけて移動する習性がある。この行動は生まれついてのもの、つまり本能行動である。ところが、雛は親の顔を生まれた時には知らず、生まれた後にそれを覚えるのである。具体的には、生まれた直後に目の前にあった、動いて声を出すものを親だと覚え込んでしまう事が分かった。したがって、ガチョウが孵化させた場合には雛はガチョウを親鳥と思い込み、ローレンツが孵化を観察した場合には彼を親鳥と認識することになるのである。
全く異なる段階での同様の現象をやはりローレンツがコクマルガラスで報告している。このカラスは敵（タカなど）の姿を見ると警告音を発し、それを聞いた鳥は一斉に隠れる。ところが、若鳥は警告音を聞いて退避する事は本能行動として身についているが、敵の姿を知らない。これは親や群れの成鳥がその姿を見て警戒音を発するのを聞いて覚えるという。また、この記憶が成立するのもたった1回で十分だといわれている。

## 生得性と学習
通常、後天的にものを覚える、つまり学習が成立するためには、特に知能がさほど発達していない動物では、繰り返しと一定の時間の持続が必要であると考えられていた。しかし、この例ではほんの一瞬でその記憶が成立している。しかも、それがその後にも引き続いて長時間にわたって持ち越される。ローレンツはこの現象が、まるで雛の頭の中に一瞬の出来事が印刷されたかのようだとして、刷り込み（imprinting）と名付けた。通常は、親が卵を温め、声をかけるから、このような仕組みでも失敗は生じないはずである。またアヒルでは動く物を親と認識するが、カモでは動きに加えて適切な鳴き声がないと親と認識しないというように種によっても様式が異なる。
この現象は古典行動主義が想定していたような、行動は刺激に対する古典的あるいはオペラント条件付けの結果であるという単純な結びつきでは説明できない。刷り込みにかかわる行動は、その基本的な部分は先天的、遺伝的に持っているものであり、そこに後天的に変更可能な部分が含まれている事を示している。鳥類の場合、繁殖期のさえずりは本能行動的であるが、その鳴き方は学習による部分があるなど、類似の例も多い。
この議論は別の議論を引き起こした。発達生物学者ギルバート・ゴッドリーブは、孵化前のカモが自分の鳴き声を聞くことで自分と同じ種の声を覚え、親を認識できると実験で明らかにし、本能の概念を批判した。これは生まれながらに持つ生得的に見える行動にも学習の影響が及ぶ可能性を示している。しかしながら、ゴットリーブの実験でも、なぜ子ガモが産まれる前に鳴き自分の声を覚えるか、を学習の結果としては説明できなかった。この議論はローレンツの次の世代の動物行動学者に、学習の生得的基盤、生得性と学習がどのように相互作用するか、学習の多様性と言う新しい視点をもたらした。

## その周辺
ローレンツを親だと覚え込んだ雛は、その後も彼を追いかけ、彼はその雛を同じ寝室で育て、庭で散歩させ、池に入って泳ぎを覚えさせたとのこと。鳥類では子育ての期間がそれなりに長く、その間に飛行や遊泳、餌を取ることなど覚えねばならない上に、それを親が子供に教えるような行動が見られる。それらのすべてに刷り込まれた親がかかわらざるを得ない。
ローレンツは、この現象を、成立すればその後は一生維持されるというように考えていたようだが、必ずしもそうではなく、また、その内容は種によっても異なる。アヒルの場合は、雛に親代わりに人間を覚えさせることはできるが、追尾する行動を引き出すには、人間がしゃがみこむ必要がある。背が高すぎると親とは認識できないらしい。また、別の親代わりのものを提示すれば、それに追随する行動も見せ、案外と覚え直しもできることがわかっている。
他に、鳥類や一部哺乳類において、幼い時に一緒に生活していた動物を性的に成熟した時の相手として選ぶことが知られている。普通は、同種同士が群れでいたりするので、同種を相手に選ぶわけであるが、動物園などで、幼い個体を異なる動物と共に育てたりした場合に、一緒に育った、全く別の種に対して求愛行動を行うようになることが知られている。かつて、ドイツのある動物園で、冬に暖房装置が故障したためクジャクが全滅し、この時1羽だけ生き残った雛をゾウガメの檻に保護したことがあった。そのクジャクは大きくなってから新たにクジャクの群れに入れられたが、クジャクを相手にしようとせず、ゾウガメに向かって尾羽を広げて見せたと言う。
人工繁殖の場合にもこの問題が生じる。最近では、人工飼育の場合に、このようなことが起こらないような配慮がなされるようになって来た。たとえば、どうしても手を出して餌を与えたりしなければならない場合には、鳥の姿の手袋で、まるで親が嘴から餌を渡しているようにするなどの工夫がなされている。